# موسو (شهر اتریش)
موسو (به آلمانی: Musau) یک منطقهٔ مسکونی در اتریش است که در ناحیه رویت واقع شده‌است. موسو ۲۰٫۷ کیلومتر مربع مساحت دارد ۸۲۱ متر بالاتر از سطح دریا واقع شده‌است.